# Стариця (Чугуївський район)
Ста́риця — село в Україні, у Вовчанській міській громаді Чугуївського району Харківської області. Населення становить 486 осіб.

## Географія
Село Стариця знаходиться на річці Стариця за 1 км від місця впадання її в Печенізьке водосховище (річка Сіверський Донець), нижче за течією примикає село Бугруватка, село оточують великі лісові масиви (дуб).

## Історія
1732 рік - дата першої згадки.
Село постраждало внаслідок геноциду українського народу, проведеного урядом СССР в 1932—1933 роках, кількість встановлених жертв — 302 людей.
12 червня 2020 року, відповідно до Розпорядження Кабінету Міністрів України  № 725-р «Про визначення адміністративних центрів та затвердження територій територіальних громад Харківської області», увійшло до складу Вовчанської міської громади.
19 липня 2020 року, в результаті адміністративно-територіальної реформи та ліквідації Вовчанського району, село увійшло до складу Чугуївського району.
5 грудня 2022 року - зазнало обстрілів з різнокаліберної артилерії з боку російського агресора.
25 грудня 2022 року російський агресор завдав мінометних та артилерійських обстрілів у районі населеного пункту.
02 лютого 2023 року село потрапило під обстріл російського агресора.
07 лютого 2023 року окупанти обстріляли село

## Відомі люди
- Даньшин Микола Кузьмович (нар. 1936) — український вчений, доктор фізико-математичних наук.
- Даньшин Іван Миколайович — український вчений, доктор юридичних наук.
- Саратов Іван Юхимович — український гідротехнік, декан факультету інженерної екології міст Харківського інституту інженерів міського господарства (1991—1996), краєзнавець, голова Харківської обласної організації Національної Спілки краєзнавців України (1992—2012), заслужений працівник культури України (1995), лауреат премії Ради Міністрів СРСР (1980).